# Ensemble Weiler Sankt Kastl

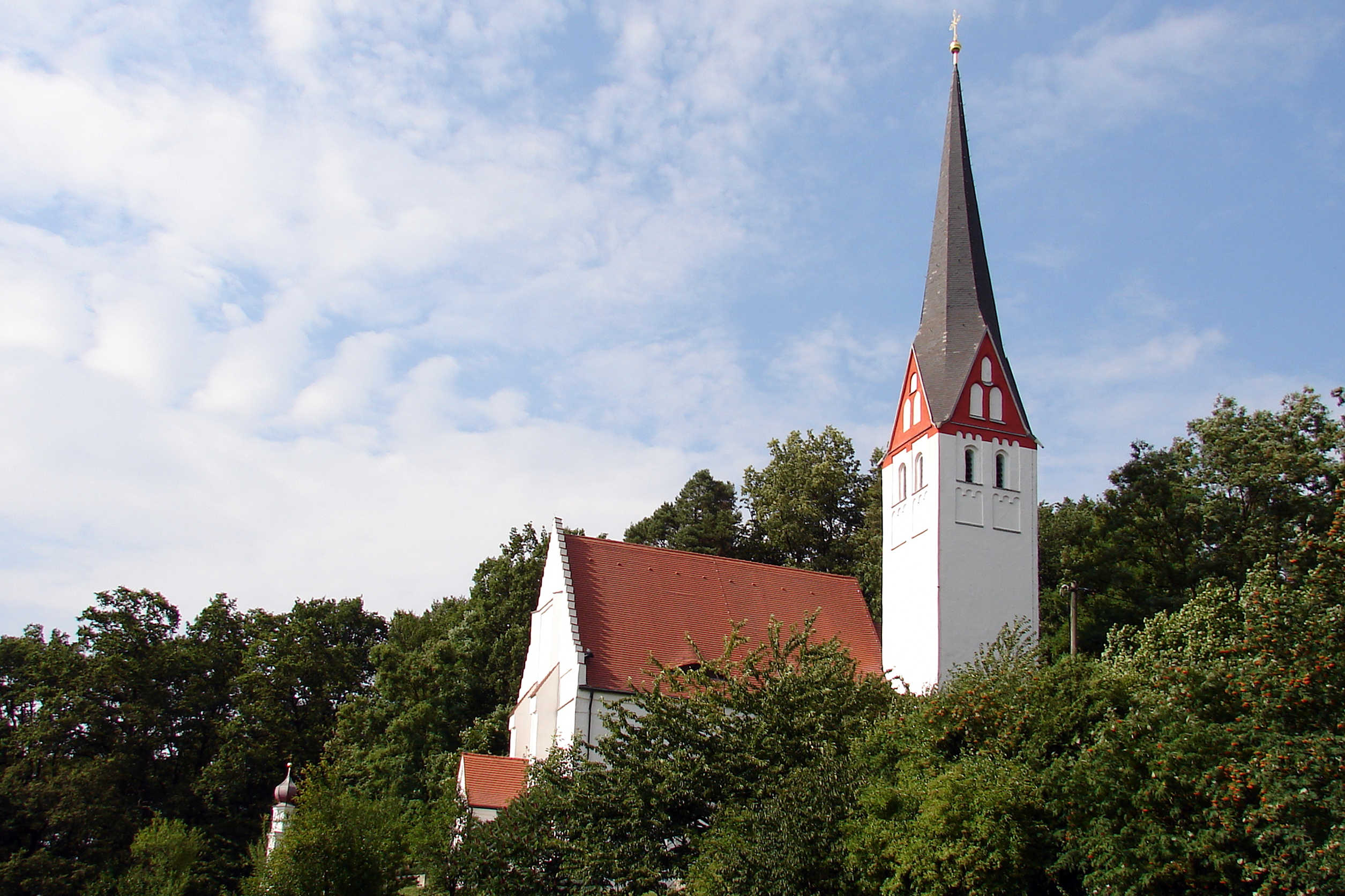
Wallfahrtskirche St. Kastulus in Sankt Kastl

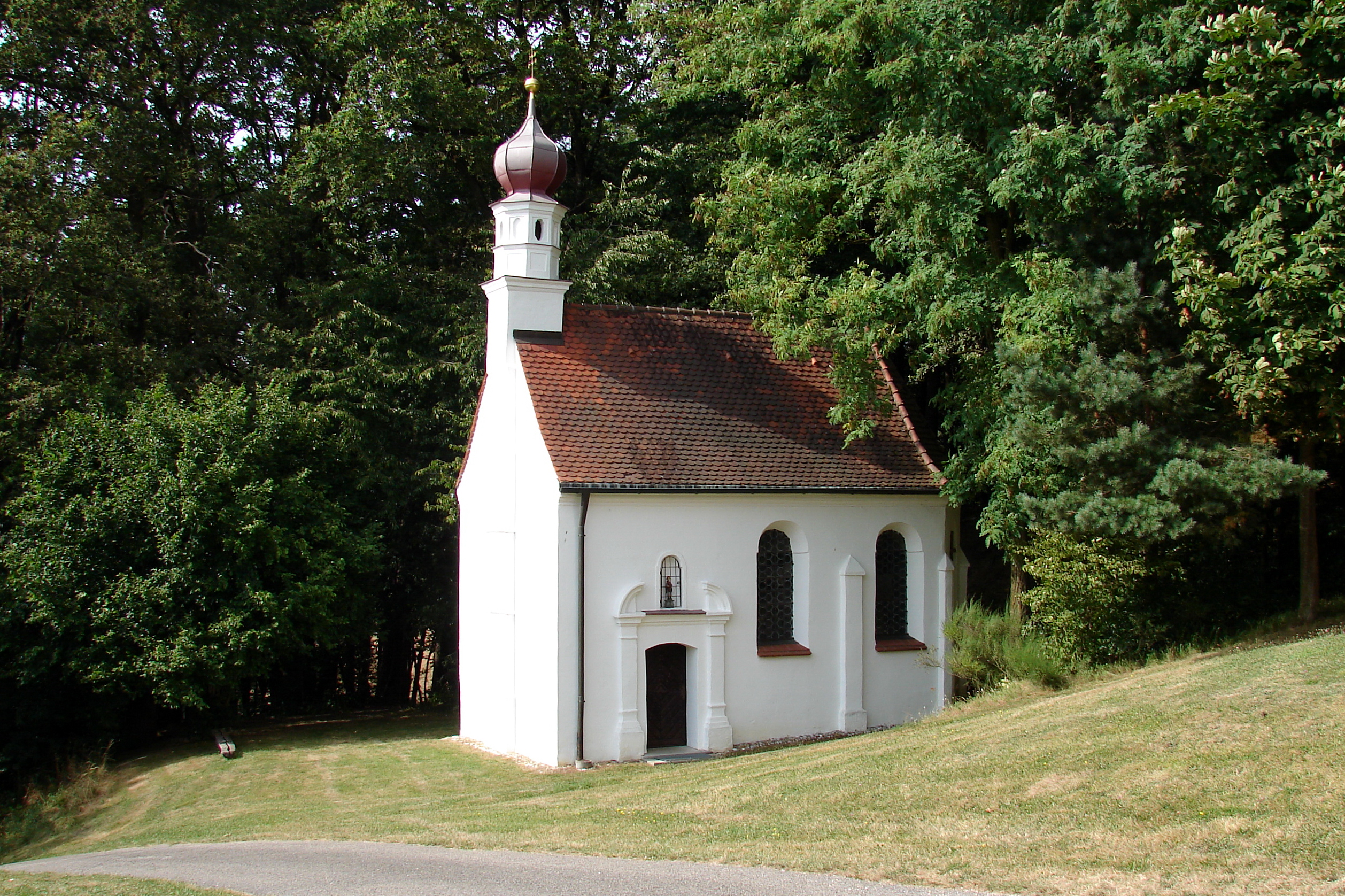
Wallfahrtskapelle

Das Ensemble Weiler Sankt Kastl in Sankt Kastl, einem Gemeindeteil von Reichertshofen im oberbayerischen Landkreis Pfaffenhofen an der Ilm, ist ein Bauensemble, das unter Denkmalschutz steht. Es umfasst den in einer kleinen Rodung liegenden von Waldsäumen an drei Seiten eingefassten Weiler mit seiner spätgotischen Wallfahrtskirche St. Kastulus und der barocken Wallfahrtskapelle.

## Beschreibung
Nachdem der römische Märtyrer Kastulus der Legende nach einem Hirten erschienen war und dessen erkranktes Vieh geheilt hatte, entstand um 1470 auf dem Kastlberg die Kastulus-Wallfahrt.
Der Ort Sankt Kastl war jahrhundertelang Zentrum der Verehrung des heiligen Kastulus als Hallertauer Hirten- und  Viehpatron. Die 1447 geweihte Kastuluskirche, beherrschend am oberen Rand der Lichtung gelegen, dürfte einen Vorgängerbau gehabt haben.
Um die Kirche gruppieren sich im steil abfallenden Gelände die Wallfahrtskapelle aus dem 17. Jahrhundert und drei bäuerliche Anwesen. Diese sind meist erneuerte Satteldachbauten des 18. und 19. Jahrhunderts, die von Wiesen und Hopfengärten umgeben sind.

## Einzeldenkmäler
Siehe : Liste der Baudenkmäler in Sankt Kastl